# Clementina Gandolfi
Clementina Gandolfi (Bologna, 1795 – Bologna, 6 agosto 1848) è stata una pittrice italiana attiva nel XIX secolo e una delle ultime rappresentanti della scuola bolognese nata due secoli prima.

## Biografia
Clementina Gandolfi è figlia di Laura Zanetti e Mauro Gandolfi, membro di una famiglia di pittori di cui restano numerose opere. Sua madre muore poco dopo la sua nascita e suo fratello maggiore muore prematuramente all'età di 21 anni, nel 1813.
Il padre Mauro Gandolfi si risposa con Caterina Pini e ha un altro figlio, Democrito (1797 - 1874). Di conseguenza Clementina vive con il nonno fino al 1802, anno della morte di quest'ultimo. Rimasta sola, raggiunge suo padre a Parigi dove vive in quel momento.
Nel 1807 la famiglia si trasferisce a Pistoia dove Clementina impara il pianoforte, strumento che suonerà per tutta la vita, ma i suoi campi artistici preferiti rimangono il disegno, la pittura e l'acquerello.
Nel 1815 è di nuovo documentata a Bologna in casa insieme al padre e qui viene costituita la sua dote per il matrimonio con il calcografo Giuseppe Grassilli, con cui si sposa nello stesso anno.
Nel 1834 muore il padre. Con il suo testamento Mauro Gandolfi curiosamente nomina erede universale il Conservatorio Santissima Annunziata. Da qui ne nasce una causa da parte della figlia Clementina, la quale tenta invano di avere almeno il suo amatissimo pianoforte, a suo tempo regalatole proprio dal genitore, ma l'unico bene a lei concesso nel testamento è invece un autoritratto paterno. Le intense vicende familiari proseguono negli anni con i problemi economici di Giuseppe Grassilli, che sfociano infine nel fallimento della sua attività a cui segue la morte, avvenuta nel 1839, lasciando Clementina con un pesante carico di responsabilità.
L'anno successivo ella si sposa con Onofrio Zanotti, pittore ben conosciuto nell'ambiente artistico bolognese ed allora cinquantatreenne, con cui vive in via Isaia n. 412 (oggi con numerazione intorno al n. 10) nella parrocchia di Sant'Isaia.
Per Clementina Gandolfi la pittura non è una vera professione, non fa parte di nessuna accademia e non riceve commissioni importanti. È solo nel 1838 che diviene, come "dilettante in pittrice amante dei colori dell'acquerello", socia onoraria dell'Accademia di belle arti di Bologna, titolo dovuto alla sua illustre famiglia.
Clementina lavora principalmente in piccoli formati che produce in grandi quantità, ma quasi nessuna delle sue creazioni è firmata o oggi documentabile. L'unica opera a lei certamente attribuibile è una piccola Benedizione di Cristo conservata nella chiesa di San Domenico di Bologna.
A partire dal 1818 espone un cospicuo numero di disegni e acquerelli presso l'Accademia bolognese: è di quest'anno un disegno a matita riproducente una Beata Vergine col Bambino tratta dall'Allori, mentre nel 1819 espone un acquerello con una Sibilla, e nel 1821 una copia del Ratto di Proserpina di Guido Reni. Al 1824 si deve l'esecuzione di un disegno all'acquerello chiaro-scuro del Sogno di Giacobbe, copiato dal quadro di Ludovico Carracci, ed altro disegno all'acquerello di tre fanciulle, copiate da un disegno del padre. Nel 1836 realizza una Santa Rosa. acquerello colorito. Ritratto di donna in nero, mentre un grosso nucleo di suoi acquerelli viene venduto in Francia. La presenza alle esposizioni accademiche prosegue nel 1839 con una riproduzione della Strage degli innocenti di Guido Reni e di una Madonna col Bambino da Francesco Francia. Negli anni successivi sono documentate continue esposizioni con riproduzioni dal Francia e dal Reni, artisti che evidentemente Clementina doveva molto apprezzare. Nel 1842 viene nuovamente segnalata tra i soci onorari della Pontificia Accademia di Belle Arti di Bologna e indicata stavolta come "pittrice".
Nel 1844 finalmente abbiamo notizia di un dipinto di sua invenzione, Jonuk che sostiene la figlia moribonda e di un ritratto del padre.
Clementina Gandolfi muore pochi anni dopo, il 6 agosto 1848.
L'Archivio comunale di Bologna conserva il foglio di seppellimento n ° 3524 dell'8 agosto 1848.
La sua tomba, acquistata dal marito, si trova nel Chiostro V del Cimitero monumentale della Certosa di Bologna.

## Opere
- Cristo benedicente, chiesa di San Domenico a Bologna
- Jonuk che sostiene la figlia moribonda, (1844), Certosa di Bologna